# 1800 în literatură
Anul 1800 în literatură a implicat o serie de evenimente și cărți noi semnificative.  

## Cărți noi
- Helen Craik - The Hermit's Cell
- Maria Edgeworth - Castle Rackrent
- Jane Elson - The Romance of the Castle
- Madame Brûlart - The Rival Mothers
- Catherine Harris - Edwardina
- William Henry Ireland
  - Gondez the Monk
  - Rimualdo
- Francis Lathom – Mystery
- William Linley - Forbidden Apartments
- Mary Meeke - Anecdotes of the Altamont Family
- Eliza Parsons – The Miser and his Family
- Regina Marie Roche
  - The Nocturnal Visit
  - The Vicar of Lansdowne
- Catherine Selden - Serena
- Horatio Smith – A Family Story
- Henry Summersett - Final Retribution
- William Frederick Williams - Fitz-Maurice